# Soft tennis
Soft tennis er en sportsgren hvor der spilles på to banehalvdele. Soft tennis adskiller sig fra almindelig tennis, idet der bruges bløde gummibolde i stedet for hårde gule tennisbolde.
Det spilles primært i Asien, især i Japan, Taiwan, Sydkorea, Thailand og Filippinerne. I 2004 blev soft tennis introduceret i Europa. Belgien, Holland, Polen, Ungarn, Tjekkiet og Storbritannien har nu alle aktive soft tennisforbund. Alle er også medlemmer af European Soft Tennis Federation og International Federation JSTA